# Центральноамериканский университет (Сальвадор)
Центральноамериканский университет имени Хосе Симеона Каньяса (исп. Universidad Centroamericana "José Simeón Cañas", UCA El Salvador) — частный университет с некоммерческими целями в Сан-Сальвадоре, Сальвадор, находящийся в ведении иезуитов. Был основан 15 сентября 1965 года, по просьбе группы католических семей, которые обратились к правительству Сальвадора и иезуитам для того, чтобы создать ещё один университет в качестве альтернативы Университету Сальвадора. Центральноамериканский университет стал первым частным учреждением высшего образования в стране. Назван в честь Хосе Симеона Каньяса, священника и гуманиста. 31 декабря 1823 года он обратился в Национальную конституционную ассамблею Соединённых Провинций Центральной Америки с просьбой отменить рабство.

## История
UCA стал одним из крупнейших высших учебных заведений в Центральной Америке. Университет ставит своей целью преобразование несправедливого общества Сальвадора. Приоритет отдаётся обучению социальным наукам, проведению социальных исследований, результаты которых издаёт университет, а также независимые журналы. Этот момент уменьшает место университета в международных рейтингах. В годы Гражданской войны в Сальвадоре университет стал местом работы для международно признанных иезуитских учёных, таких как Жон Собрино, Игнасио Эллакуриа, Игнасио Мартин-Баро, Сегундо Монтес. Они выступали против жестоких мер правительства, проводили исследования для демонстрации последствий войны и бедности в стране. Социальные условия в Сальвадоре давали широкий эмпирический базис для проведения исследований в области социологии, социальной антропологии, философии, социальной психологии и теологии. Эти учёные внесли большой вклад в развитие науки. Эллакуриа, Мартин-Баро и Монтес, вместе с тремя другими профессорами, их домработницей и её дочерью, были убиты вооружёнными людьми в форме 16 ноября 1989 года.

## Кампус
Университет расположен в Антигуо Кускатлан. Во владении университета земля площадью 16 га с 33 зданиями, футбольное поле, баскетбольные и волейбольные площадки, а также три конференц-зала и четыре столовых. Кампус также включает в себя мини-маркет, музеи, три клиники, книжный магазин, университетскую библиотеку, а также меньшие тематические библиотеки и архив. 

### Факультеты
- Факультет экономических наук и бизнеса
- Факультет гуманитарных и социальных наук
- Факультет строительства и архитектуры

### Кафедры
- Кафедра математики
- Кафедра бизнес-управления
- Кафедра юридических наук
- Кафедра экономики
- Кафедра бухгалтерского учёта и финансов
- Кафедра психологии
- Кафедра философии
- Кафедра теологии
- Кафедра педагогических наук
- Кафедра связи и культуры
- Кафедра общественного здоровья
- Кафедра операций и систем
- Кафедра электроники и информатики
- Кафедра структурной механики
- Кафедра территориальной организации
- Кафедра инженерных и экологических наук

### Социальные проекты
- UCA Audiovisuals
- Радио университета — YSUCA 91.7 FM Radio
- Monseñor Romero Center
- Институт общественного мнения университета — IUDOP